# Asplundia gardneri
Asplundia gardneri är en enhjärtbladig växtart som först beskrevs av William Jackson Hooker, och fick sitt nu gällande namn av Gunnar Wilhelm Harling. Asplundia gardneri ingår i släktet Asplundia och familjen Cyclanthaceae. Inga underarter finns listade.